# Кроун Пік
Кроун Пік (Crown Peak), Кроун (Crown), відомий також як Хуанг Гуан Шан (Huang Guan Shan) — вершина в Каракорумі на території Китаю. Вершина висотою 7295 м є найвищою в цьому регіоні Каракорума і 84-ю у світі.
Перше сходження здійснила в 1993 р. японська експедиція в складі Kazuo Tokushima, Hideki Sakai, Tetsuya Abe, Masanori Nakashima, Mikio Suzuki, Akito Yamazaki, Masanori Natsume, Hitoshi Miyasaki, Kunihito Nakagawa, Yasuyuki Aritomi, Shinya Sasamori, Kiyoshi Matsuoka i Tetsuya Hasegawa.